# Житије Светог Симеона од Доментијана
Житије Светог Симеона од Доментијана је житије српског великог жупана Стефана Немање - Светог Симеона (умро 1200. године), које је средином 13. века написао хиландарски монах Доментијан. Дело је настало прерадом и дорадом старијих житија, посвећених истом светитељу, што предсавља један од првих примера за ту врсту обликовања хагиографских текстова у српској средњовековној књижевности.
Поред Житија Светог Симеона од Доментијана, постоје и друга житија истог светитеља:
- Пролошко житије Светог Симеона, које је састављено почетком 13. века, са потоњим редакцијама.[6][7][8]
- Житије Светог Симеона од Светог Саве, које је написао први српски архиепископ Свети Сава.[9][10][11]
- Житије Светог Симеона од Стефана Првовенчаног, које је написао краљ Стефан Првовенчани.[12][13][14]

## Рукописи
Изворни рукопис (аутограф) Доментијановог Житија Светог Симеона није сачуван, а најстарији сачувани преписи потичу из 14. века. Међу најважније преписе спадају: препис монаха Марка Хиландарца из друге половине 14. века који се чува у Народној библиотеци Србије, препис дијака Михе из друге половине 14. века који се чува у Универзитетској библиотеци у Одеси, препис са краја 14. или почетка 15. века који се чува у библиотеци Румунске академије наука у Букурешту, препис из 16. века који се чува у Народном музеју у Прагу и препис из 16. века који се чува у Националној библиотеци у Бечу, а према којем је приређено Даничићево издање из 1865. године.